# Gordon (Texas)
Pour les articles homonymes, voir Gordon.
Gordon est une ville située au sud du comté de Palo Pinto, au Texas, aux États-Unis,.

## Démographie
Lors du recensement de 2010, la ville comptait une population de 478 habitants. Elle est estimée, en 2016, à 467 habitants.

### Source de la traduction
- (en) Cet article est partiellement ou en totalité issu de l’article de Wikipédia en anglais intitulé « Gordon, Texas » (voir la liste des auteurs).